# 11. armádní sbor (rakousko-uherská armáda)
11. armádní sbor byl na přelomu 19. a 20. století vyšší vojenskou jednotkou rakousko-uherské armády s působností pro východní Halič a Bukovinu (dnes Ukrajina). Velení sboru sídlilo ve Lvově (dříve německy Lemberg). Za první světové války se sborové jednotky zúčastnily bojů na východní frontě, kde setrvaly až do zániku monarchie v roce 1918. 

## Historie

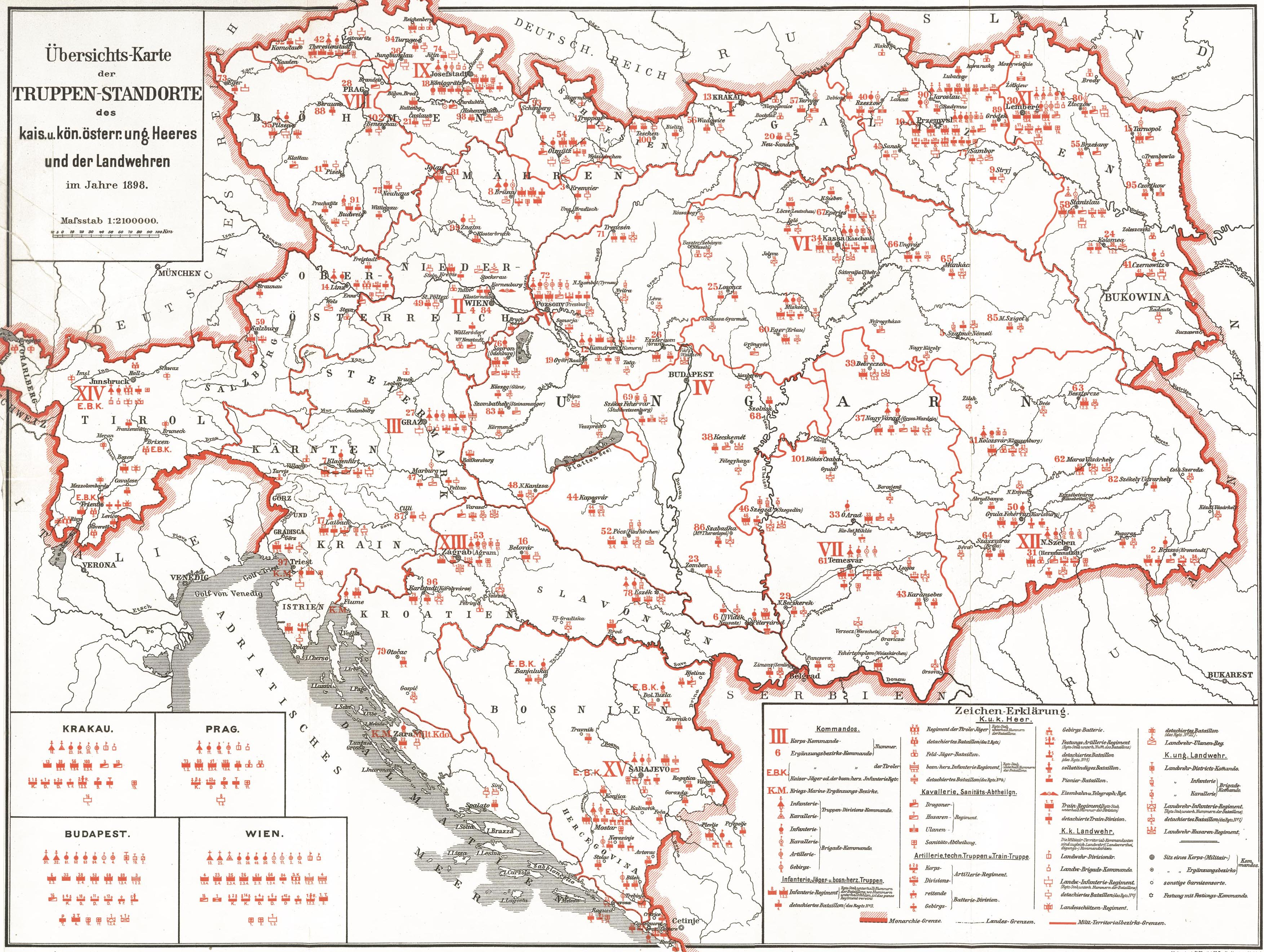
Územní rozdělení působnosti armádních sborů rakousko-uherské armády 1898

11. armádní sbor (11. Korpskommando) vznikl k datu 1. ledna 1883 reorganizací rakousko-uherské armády rozdělením dosavadních zemských velitelství pro jednotlivé korunní země. Jedenáctý armádní sbor byl zemským velitelstvím pro oblast východní Haliče a Bukoviny se sídlem ve Lvově. Dalšími armádními sbory v Haliči byly 1. armádní sbor v Krakově a 10. armádní sbor v Přemyšlu. Sborové velitelství sídlilo v budově na náměstí Soborna Ploscha 6. Budova byla postavena pro potřeby armády v roce 1839 (architekt Florian Onderka) a v letech 1865–1866 byla přestavěna. Dnes slouží administrativním účelům. K 11. sboru patřila 11. pěší divize rozdělená do 21. a 22. pěší brigády ve Lvově, dále pak 30. pěší divize rozdělená do 59. pěší brigády ve Lvově a 60. pěší brigády v Černovicích. Dále ke sboru patřila 4. jezdecká divize ve Lvově a 8. jezdecká divize ve Stanislavi (dnes Ivano-Frankivsk). Dělostřeleckou jednotkou byla 11. brigáda polního dělostřelectva ve Lvově. Doplňovacími okresy byly Lvov, Stanislav, Brzeźany (Berežany), Černovice, Tarnopol (Ternopil), Kolomea (Kolomyja), Czortków (Čortkiv) a Złoczów (Zoločiv). Sbor disponoval jednou posádkovou nemocnicí ve Lvově a dalších deset menších útvarových nemocnic. Velení sboru podléhaly dále tři posádkové věznice (Lvov, Černovice, Stanislav).
Na začátku první světové války byl sbor nasazen na východní frontu a zúčastnil se bojů v Haliči. Hned na začátku války bylo několik ukrajinských měst obsazeno ruskou armádou (Lvov), později se generálu Pflanzer-Baltinovi podařilo vytlačit Rusy z Černovic. Později se 11. sbor zúčastnil vítězné bitvy u Gorlice, v roce 1916 ale utrpěl značné ztráty během Brusilovovy ofenzívy. Po výměně velení byl na jaře 1918 sbor dočasně rozpuštěn a začleněn do 7. velitelství, ke konci války byl ale znovu zformován. Až do listopadu 1918 se 11. armádní sbor podílel na okupaci Ukrajiny. Po odchodu většiny jednotek sboru na východní frontu v roce 1914 zůstala ve Lvově menší posádka, která byla krátce poté kvůli ruské okupaci přemístěna do Mukačeva, v roce 1915 do Štýrského Hradce a nakonec v letech 1916–1918 do Ostravy. Ve velení posádky se během války vystřídali generálové Peter Hofmann (1914), Artur Materna (1914–1915), August Hajek (1915–1918) a Peter Pfeffer (1918).

## Velitelé 11. armádního sboru
- 1883–1889 polní zbrojmistr vévoda Vilém Württemberský
- 1889–1895 generál jezdectva Ludvík Josef princ Windischgrätz
- 1895–1898 polní zbrojmsitr Hans hrabě von der Schulenburg
- 1898–1905 polní zbrojmistr Ferdinand Fiedler
- 1905–1906 polní podmaršál Rudolf von Brudermann
- 1906–1909 generál jezdectva Karel hrabě z Auerspergu
- 1909–1911 generál pěchoty Franz Schoedler
- 1911–1914 generál jezdectva Dezsö Kolossváry de Kolosvár
- 1914–1915 polní zbrojmistr Stjepan Ljubičić
- 1915–1916 generál jezdectva Ignaz von Korda
- 1916–1918 polní zbrojmistr Hugo von Habermann